# François-Louis Riboutté
Ne doit pas être confondu avec Charles-Henri Ribouté.
François-Louis Riboutté, né à Lyon le 29 avril 1765 et mort à Paris le 23 février 1834, est un auteur dramatique français.

## Biographie
Après avoir participé au soulèvement de Lyon contre la Convention nationale, il s'installe à Paris, où il se fait remarquer parmi les jeunes insurgés à l'époque du 9 thermidor. Il exerce ensuite pendant quelque temps la profession d'agent de change avant de se vouer au théâtre, mais sans toutefois renoncer aux opérations financières, si l'on en croit cette épigramme qui circule parmi ses contemporains :

« Riboutté dans ce monde a plus d'une ressource.
Il spécule au théâtre, et compose à la bourse. »

Riboutté a fait jouer au Théâtre-Français quelques comédies qui ne connurent aucun succès, à l'exception de la première, L'Assemblée de famille, qui eut 39 représentations. Selon le Mercure de France, toutefois, cette longévité ne fut assurée que grâce à la claque, engagée par l'auteur pour une somme de 25 louis. Riboutté a également coécrit le livret d'un opéra de Pierre Gaveaux, L'Enfant prodigue.
Une rue Riboutté dans le 9e arrondissement de Paris a été tracée sur des terrains appartenant à l'oncle ou au père de François-Louis.

## Théâtre
- L'Assemblée de famille, comédie en 5 actes et en vers, Paris, Théâtre-Français, 26 février 1808 Texte en ligne
- L'Enfant prodigue, opéra en 3 actes et en vers, avec Souriguières, musique de Pierre Gaveaux, Paris, Opéra-Comique, 23 novembre 1811
- Le Ministre anglais, comédie en 5 actes et en vers, Paris, Théâtre-Français, 26 février 1812 Texte en ligne
- Partie et Revanche, comédie en 1 acte et en vers, Paris, Théâtre-Français, 18 septembre 1818
- L'Amour et l'ambition, comédie en 5 actes et en vers, Paris, Théâtre-Français, 22 novembre 1822
- Le Spéculateur, ou l'École de la jeunesse, comédie en 5 actes et en vers, Paris, Théâtre-Français, 24 juin 1826 Texte en ligne

## Source biographique
- Bernard Jullien, Histoire de la poésie française à l'époque impériale, ou Exposé par ordre de genres de ce que les poètes français ont produit de plus remarquable depuis la fin du XVIIIe siècle jusqu'aux premières années de la Restauration, Paulin, Paris, 1844, vol. II, p. 401-403